# (38) Леда
(38) Ле́да (лат. Leda) — астероид главного пояса, принадлежащий к тёмному спектральному классу C. Он был открыт 12 января 1856 года французским астрономом Жаном Шакорнаком в Парижской обсерватории и назван в честь Леды, персонажа древнегреческой мифологии, дочери этолийского царя Фестия и Евритемиды (или Сисифа и Пантидии, по Евмелу Коринфскому), жены царя Спарты Тиндарея. 

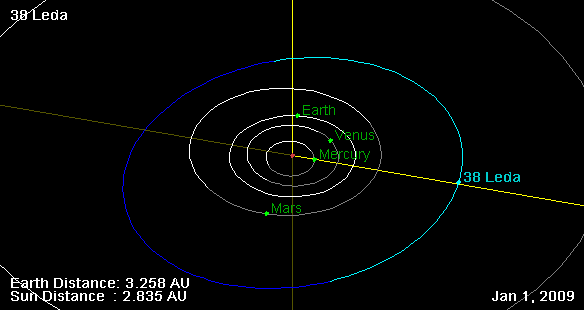
Орбита астероида Леда и его положение в Солнечной системе

Астероид не следует путать со спутником Юпитера Ледой.